# Димитър Бойчев (скулптор)
Вижте пояснителната страница за други личности с името Димитър Бойчев.
Димитър Андонов Бойчев е български скулптор.

## Биография
Роден е на 29 август 1924 година в Стралджа. През 1960 година завършва Висшия институт по изобразително изкуство „Николай Павлович“, в класа по декоративно-монументална скулптура на Любомир Далчев.
Повечето му творби са в областта на портрета, фигуралната и декоративно-монументалната скулптура. Негово дело са скулптури в Област Ямбол. Те включват:
- „Нико Пехливанов“, бюст в с. Воден (1961);
- „Георги Георгиев – Оджо“, бюст в Ямбол (1962);
- „Данчето и Митошка“, паметник в ямболския градски парк (1964);
- „Младен Даев – Смъртта“, бюст-паметник в с. Маленово (1964);
- „Васил Коларов“, паметник с орелеф в Ямбол (1965);
- „Николай Лъсков“, бюст-паметник в Ямбол (1966);
- „Диана“, „Борци“, „Баскетболистки“ и „Гимнастички“, фигурални композиции пред ямболската спортна зала „Диана“ (1966-1974);
- „Ради Иван Колесов“, орелеф на читалищна сграда в Ямбол (1968).[1]

Други негови скулптури са „Ради Иван Колесов“ (бюст, 1966), глава „Ятак“ (1966) и „Глава на лаборантка“ (1970).
Излага творби на окръжни изложби в Ямбол. От 1960 година участва в общи художествени изложби, в които през 1969 година получава награда от Съюза на българските художници.
Негови творби са притежание на Националната художествена галерия и градската художествена галерия в Ямбол.
Умира през 1993 г.